# Adachi Kenzō
Adachi Kenzō (安達 謙蔵, 20 décembre 1864 - 2 août 1948) est un politicien japonais de l'ère Taishō et du début de l'Shōwa. Originaire de Kumamoto, il est mêlé à l'assassinat de l'impératrice Myeongseong en 1895. Membre fondateur du « parti national Kumamoto », il est élu à la Chambre des représentants du Japon en 1902. Il est actif dans le Rikken Dōshikai, le Kenseikai et le Rikken Minseitō. En 1932, il crée le Kokumin Domei dont il est président.

## Source de la traduction
- (en) Cet article est partiellement ou en totalité issu de l’article de Wikipédia en anglais intitulé « Adachi Kenzō » (voir la liste des auteurs).